# بخش‌های گوناگون سیستم اتوماسیون پست
تجهیزات یک سیستم اتوماسیون را با نگرش به کاربرد آن می‌توان به سه دسته جداگانه دارای بخش‌های پایه، بخش‌های فرعی و اجزای کناری بخش کرد.

## اجزای اصلی
این تجهیزات اصلی‌ترین و با اهمیت‌ترین تجهیزاتی هستند که در شبکه سیستم اتوماسیون پستها وجود دارد.

### کنترل کننده‌های بی
کنترل کننده‌هایی که در سطح بی قرار می‌گیرند کار کنترل تجهیزات فشار قوی را به دوش دارند. این کنترل کننده‌ها دستگاههای دیجیتالی هستند که جایگزین تابلوهای کنترل بزرگ در پست‌های ساده شده‌اند. فرزان راهبری به صورت نرم‌افزاری در درون کنترل کننده ساخته می‌شود. توانایی فرستادن فرمان از BCU از سوی صفحه کلید لمسی (Touch Screen) و نمایشگر گرافیکی که بر روی یک LCD رسم می‌گردد هست. همچنین فرمان‌های فرستاده از پست از راه این کنترل کننده‌ها به دستگاهه‌ها ارسال می‌گردد.

### کامپیوتر Server
مهمترین تجهیز در سطح پست (Station Level) می‌باشد و کار آن انبارش همه اطلاعات، رخ دادها، اندازه گیری‌ها و غیره می‌باشد. همه نرم‌افزارهای اتوماسیون مانند نرم‌افزارهای کاربری، نرم‌افزارهای گفتگو با رله‌ها یا نرم‌افزارهای بررسی خطا در سرور سوار می‌شوند. برای بالا بردن قابلیت اطمینان سیستم اتوماسیون برای سرور یک ذخیره نیز در نظر گرفته می‌شود. بنابر ملاحظات فنی سرور ذخیره بایستی روشن باشد تا تمام اطلاعات به‌طور هم زمان در سرور ذخیره نیز کپی شود. البته روشن بودن کامپیوتر سرور ذخیره باعث کاهش زمان سویچینگ می‌گردد.
دو روش برای انبارش اطلاعات در دو سرور هست:

1- روش آیینه سازی (Mirroring): یعنی همزمان که یک داده در سرور روشن انباشته می‌شود، یک نسخه از آن نیز در سرور خاموش نگاشته می‌شود. این روش باعث کاهش توانایی سرور اصلی می‌شود و در شبکه‌های کوچک کاربرد بیشتری دارد.

2- روش خوشه‌ای (Clustering): یعنی همه سرورها روشن هستند و همگی باهم کار انباشتن و فرماندهی شبکه را به دوش دارند.

### کامپیوتر HMI
از جهت امنیت اطلاعات، کاربرها و کاربران نمی‌بایست به کامپیوتر سرور دسترسی داشته باشند. لذا کاربرها توسط کامپیوترهای دیگری که مناسب بهره برداری پست می‌باشد و HMI نامیده می‌شوند کار کنترل و پایش پست را انجام می‌دهند.
برای افزایش قابلیت اطمینان و کارایی و همچنین دست یابش، از دو یا چند HMI موازی مجهز به صفحة نمایش‌های پهن و دوگانه استفاده می‌شود تا بتوان نمای کاملی از تک خطی پست را در اختیار داشت.

### سوییچ‌ها
سوئیچ های شبکه ستون اصلی هر شبکه کامپیوتری LAN می‌باشند و کار انتقال اطلاعات بین رایانه‌ها و تجهیزات متصل را به دوش دارند.
سوییچ‌ها به صورت هوشمند آدرس داده ورودی را مورد بررسی قرار می‌دهند و سپس در مورد اینکه اطلاعات را به کدام گره بفرستد تصمیم گرفته که این کار باعث کاهش ترافیک شبکه می‌گردد.

### Gateway
یکی از وسایل ارتباط سیستم با شبکة بالادست Gateway می‌باشد. با توجه به اینکه پروتکل ارتباطی با مرکز دیسپاچینگ IEC-101 و به صورت سریال می‌باشد لذا برای اتصال شبکة داخل پست که مجموعه پروتکل اینترنت است با شبکة بالا دست نیاز به یک مبدل پروتکل می‌باشد که Gateway در واقع همین مبدل می‌باشد.
برای حالتی که اطلاعات پست علاوه بر مرکز دیسپاچینگ ملی باید به مرکز دیسپاچینگ منطقه‌ای ارسال شود بایستی از Gateway با دو خروجی استفاده نمود.

### نرم‌افزار
با پیدایش سیستم اتوماسیون پستها ، نقش نرم‌افزارها به عنوان انتهایی‌ترین نقاط ارسال اطلاعات روز به روز بیشتر می‌شود. قابلیت‌های نرم‌افزاری سیستم اتوماسیون به حدی است که کارایی این سیستم‌ها را در کنترل و پایش کوتاه مدت و بلند مدت سیستم افزایش داده‌است.
نرم‌افزارهای اتوماسیون قابلیت کنترل همه جانبه یک پست را فراهم نموده‌اند تا بتوان تمام بخش‌های پست را از HMI کنترل کرد. به عنوان مثال سیستم‌های توزیع پست مانند بخش‌های LVAC، LVDC 110V و48V LVDC و اینورتر که در گذشته فقط از پای تابلوهای مربوطه کنترل و پایش می‌شدند، در سیستم‌های اتوماسیون از طریق HMI قابل پایش و حتی ارسال فرمان باز و بست می‌باشد. بخش 20 kV پست، به عنوان مثال دیگر، در محل دیگری از پست و در اتاق MV قرار می‌گیرد ولی در سیستم‌های اتوماسیون توانایی کنترل و پایش آن نیز در HMI وجود دارد. در پست‌های GIS، پایش گاز SF6 تجهیزات فشار قوی نیز ازHMI امکان‌پذیر می‌باشد.
بیشتر نرم‌افزارهایی که در سطح پست استفاده می‌شوند را می‌توان به دسته‌های زیر بخش نمود:

الف- نرم‌افزارهای کاربری و بانک اطلاعات این نرم‌افزارها برای کنترل و پایش پست استفاده می‌شوند.

ب- نرم‌افزارهای طراحی مهندسی: این نرم‌افزارها در واقع نرم‌افزارهای گرافیکی می‌باشند که دارای کتابخانه‌های داخلی  و با قابلیت برنامه نویسی می‌باشند و به کمک آن، نرم‌افزارهای کاربری و پایگاه داده‌ها طراحی می‌شود.
ج- نرم‌افزارهای ارتباط با تجهیزات: این نرم‌افزارها کار برنامه ریزی و تنظیمات تجهیزات کنترلی و حفاظتی را به دوش دارند.

## اجزای فرعی
تجهیزاتی که از اهمیت کمتری برخوردارند به عنوان تجهیزات فرعی مطرح هستند. یعنی در صورتی که مشکلاتی برای این تجهیزات به وجود آید اختلالی در کار کنترل و حفاظت پست به وجود نمی‌آید.

### چاپگر
چاپگرها برای چاپ رویدادها و اطلاعات نرم‌افزار در سیستم اتوماسیون به کار برده می‌شوند.
در بیشتر سیستم اتوماسیون پست دو نوع چاپگر متفاوت در نظر گرفته می‌شود. برای چاپ رویدادهای پست از چاپگرهای سوزنی و برای چاپ صفحات رنگی از چاپگرهای رنگی بهره برده می‌شود.

### پرینتر سرور
پرینتر سرور وسیله‌ای است که توانایی اتصال چند پرینتر به یک شبکه را فراهم می‌سازد. با توجه به نیاز به دسترسی بالا می‌بایست از پرینتر سرورهای دوگانه  استفاده شود تا به دو سوییچ گوناگون متصل گردد. دلیل مهم دیگری که استفاده از پرینتر سرور را ضروری می‌سازد این است که پرینترهای سوزنی تنها می‌توانند از طریق پورت موازی  به یک کامپیوتر متصل شوند. لذا برای به اشتراک گذاشتن پرینترهای سوزنی نیاز به یک مبدل Parallel/LAN می‌باشد که پرینتر سرور این کار را انجام می‌دهد.

### سنکرون زمانی GPS
سیستم‌های اتوماسیون نیاز به سنکرون زمانی با دقت زمانی بالا دارند. از این رو برای این همزمانی از دستگاه GPS  بهره برده می‌شود که همزمانی را از راه سوییچ‌ها انجام می‌دهد.
دقت این همزمان سازی وابسته به خود GPS می‌باشد و برای کاربرد آن در یک پست، یک بازة ۱۰-۶ تا ۱۰-۴ثانیه پذیرفته می‌باشد.

### Remote Access Router
یکی از قابلیت‌های سیستم‌های اتوماسیون، قابلیت کنترل و پایش از راه دور می‌باشد. برای ارتباط شبکة LAN داخل پست با شبکة WAN از تجهیز Remote Access Router استفاده می‌شود.

## اجزای جانبی
تجهیزات جانبی، در واقع تجهیزات مستقل از سیستم اتوماسیون هستند که کار خود را انجام می‌دهند ولی از شبکه سیستم اتوماسیون برای انتقال اطلاعات خود بهره می‌برند.

### رله‌های حفاظتی
همانگونه که گفته شد، با دیجیتال شدن رله‌های حفاظتی، ایدة تنظیم آن‌ها از راه شبکه مطرح گردید. در یک پست فشار بالا ده‌ها رله حفاظتی وجود دارد و آراستن(تنظیم) آن‌ها یک فرایند زمانبر می‌باشد. ولی با پیوند رله‌های حفاظتی به شبکه، مهندسان می‌توانند از راه HMIها فایل‌های آراستمان و پیکره بندی را برای رله‌ها بفرستند یا دانسته‌های درون رله‌ها را دریافت کنند.

### رله تنظیم کننده خودکار ولتاژ
کار AVR پایش ترانسفورماتور مانند نگاشتن دمای روغن و دمای سیم پیچ‌ها می‌باشد. همچنین کنترل و آراستن ولتاژ به کمک OLTC نیز یکی دیگر از کارهای پایه رلة AVR می‌باشد. با پیوند رله AVR به سیستم اتوماسیون، کاربرها به همیشه از کردو کار ترانسفورماتورها آگاه می‌باشند و بر روی آن کنترل دارند. بایست گفت که رله‌های AVR برای هماهنگی با یکدیگر برای همه گونه کارکرد همراه(موازی)، نابسته و دیگر می‌توانند از شبکة اتوماسیون بهره گیرند.

### کالاهای اندازه گیری
یکی دیگر از گماره‌های سامانه خودکار اندوختن و نگهداری شمارگان ولتاژ، گردش، توان و توان‌های اکتیو و راکتیو آمده و رفته پست می‌باشد. همچنین این شمارگان بایستی با کمک Gateway نیز به مرکز دیسپاچینگ (Dispatching Center) فرستاده شود.
کالاهایی که اکنون در پست برای این کاربرد بهره گرفته می‌شوند Measuring Center نامیده می‌شوند که دیجیتالی و با صفحه نمایشگر و ویر درونی می‌باشد. کالاهای اندازه گیری به سامانه خودکار بگونه مستقیم به هم پیوند ندارند. علت این امر تفاوت پروتکل و مدیا  است. بیشتر کالاهای اندازه گیری دارای پورت سریال RS-485 می‌باشند و پروتکل آن MODBUS می‌باشد. با پرداختن به اینکه پروتکل بنیادی شبکه TCP/IP است، درآغاز شبکه‌ای درونی RS-485 بین خود کالاهای اندازه گیری تشکیل می‌شود و سپس از راه  یک دگرنده(Converter)، شبکه سریال به شبکه LAN بنیادی پیوند داده می‌شوند.
با پرداختن به اینکه درگاه کالاهای اندازه گیری مسی است، پس به شدت تحت تأثیر تابش الکترومغناطیسی کالاهای فشاربالا نهاده می‌شوند. پس، برای دوری از این دشواری نیاز به دگرنده‌هایی است که داده الکتریکی را به داده نوری دگرگون نماید تا بتوان از روش بافت نوری (Fiber optic) آن‌ها را فرستاد.

### واحد آلارم‌های مشترک
واحد آلارم‌های مشترک یا Common Alarm Unit مشابه سیستم‌های آلارم متداول، از پنجره آلارم برای نمایش رخدادهای پست استفاده می‌کنند. کار اصلی این واحد آلارم نمایش خطاهایی است که مربوط به سیستم‌های توزیع می‌باشد و محل قرارگیری آن بر روی تابلوی سرور می‌باشد.